# Alfoz de Bricia
Alfoz de Bricia ist eine Gemeinde (municipio) mit 68 Einwohnern (Stand: 2024) in der Provinz Burgos in der nordspanischen Autonomen Region Kastilien-León.

## Lage
Alfoz de Bricia liegt 80 Kilometer nördlich der Provinzhauptstadt  Burgos. Die Gemeinde liegt wie eine Halbinsel in der Region Kantabrien, zu der die Orte bis 1833 gehörten.

## Dörfer und Weiler der Gemeinde
- Barrio de Bricia
- Bricia
- Campino
- Cilleruelo de Bricia
- La Lastra
- Linares de Bricia
- Lomas de Villamediana
- Montejo de Bricia
- Paradores de Bricia
- Presillas de Bricia
- Valderías
- Villamediana de Lomas
- Villanueva Carrales